# Stuck On You (sencillo de Failure)
«Stuck On You» —en español, «Pegado en ti»— es un sencillo de la banda estadounidense Failure, primero y único de su tercer álbum de estudio, Fantastic Planet. Fue lanzado en 1996. En enero de 1997 la canción alcanzó el puesto veintitrés de la lista Alternative Songs.

## Lista de canciones
| «Stuck On You» – Sencillo en CD |                                    |          |  |
| N.º                             | Título                             | Duración |  |
| 1.                              | «Stuck On You» (versión editada)   | 3:53     |  |
| 2.                              | «Stuck On You» (versión del álbum) | 4:29     |  |

## Versión de Paramore
La banda estadounidense Paramore hizo una versión de «Stuck On You» para su EP de 2006 The Summer Tic. El nombre del EP proviene también de un verso de la canción.